# Kateryna Bondarenko
Pour les articles homonymes, voir Bondarenko.
Ne pas confondre avec Alona Bondarenko, sa sœur aînée également joueuse de tennis.
Kateryna Bondarenko, ou Kateryna Volodko à partir de son mariage en 2022, est une joueuse de tennis ukrainienne, professionnelle sur le circuit WTA depuis 2000, née le 8 août 1986 à Kryvyï Rih.
En juin 2008, elle décroche au Classic de Birmingham son premier titre en simple face à Yanina Wickmayer en finale. Elle remporte son second titre en 2017.
Lors de l'édition de Roland Garros 2009, Kateryna Bondarenko bat au 1er tour Patty Schnyder (17e mondiale). Quelques mois plus tard, elle se hisse en quart de finale à l'US Open en sortant notamment Ana Ivanović (11e) au 1er tour : il s'agit de son meilleur résultat dans les tournois du Grand Chelem.
Kateryna Bondarenko compte quatre titres en double dames sur le circuit WTA, dont l'Open d'Australie gagné en janvier 2008 aux côtés de sa sœur aînée Alona.

## Biographie
Kateryna Bondarenko est née le 8 août 1986 à Kryvyï Rih de son père Vladimir et sa mère Natalia. Elle commence le tennis à l'âge de quatre ans, à l'initiative de ses parents. Elle a deux sœurs, Alona et Valeria, toutes deux joueuses de tennis sur les circuits WTA et ITF.
Mariée depuis septembre 2011 avec Denis Volodko, homme d'affaires ukrainien, elle accouche de leur premier enfant, Karin, en 2013.

## Palmarès

### Titres en simple dames
| No | Date       | Nom et lieu du tournoi  | Catégorie | Dotation  | Surface      | Finaliste        | Score           |          |
| -- | ---------- | ----------------------- | --------- | --------- | ------------ | ---------------- | --------------- | -------- |
| 1  | 09-06-2008 | DFS Classic, Birmingham | Tier III  | 200 000 $ | Gazon (ext.) | Yanina Wickmayer | 7-67, 3-6, 7-64 | Parcours |
| 2  | 25-09-2017 | Tashkent Open, Tachkent | Intern'l  | 250 000 $ | Dur (ext.)   | Tímea Babos      | 6-4, 6-4        | Parcours |

### Finale en simple dames
Aucune

### Titres en double dames
| No | Date       | Nom et lieu du tournoi        | Catégorie | Dotation    | Surface      | Partenaire       | Finalistes                         | Score            |          |
| -- | ---------- | ----------------------------- | --------- | ----------- | ------------ | ---------------- | ---------------------------------- | ---------------- | -------- |
| 1  | 14-01-2008 | Australian Open Melbourne     | G. Chelem | 8 000 000 $ | Dur (ext.)   | Alona Bondarenko | Victoria Azarenka Shahar Peer      | 2-6, 6-1, 6-4    | Parcours |
| 2  | 04-02-2008 | Open Gaz de France Paris      | Tier II   | 600 000 $   | Dur (int.)   | Alona Bondarenko | Eva Hrdinová Vladimíra Uhlířová    | 6-1, 6-4         | Parcours |
| 3  | 13-07-2009 | ECM Open Prague               | Intern'l  | 220 000 $   | Terre (ext.) | Alona Bondarenko | Iveta Benešová Barbora Z. Strýcová | 6-1, 6-2         | Parcours |
| 4  | 02-03-2020 | Abierto GNP Seguros Monterrey | Intern'l  | 251 750 $   | Dur (ext.)   | Sharon Fichman   | Miyu Kato Wang Yafan               | 4-6, 6-3, [10-7] | Parcours |

### Finales en double dames
| No | Date       | Nom et lieu du tournoi        | Catégorie | Dotation  | Surface      | Vainqueures                       | Partenaire       | Score     |          |
| -- | ---------- | ----------------------------- | --------- | --------- | ------------ | --------------------------------- | ---------------- | --------- | -------- |
| 1  | 12-01-2009 | Moorilla International Hobart | Intern'l  | 220 000 $ | Dur (ext.)   | Gisela Dulko Flavia Pennetta      | Alona Bondarenko | 6-2, 7-64 | Parcours |
| 2  | 06-07-2009 | GDF Suez Grand Prix Budapest  | Intern'l  | 220 000 $ | Terre (ext.) | Alisa Kleybanova Monica Niculescu | Alona Bondarenko | 6-4, 7-65 | Parcours |
| 3  | 10-01-2011 | Moorilla International Hobart | Intern'l  | 220 000 $ | Dur (ext.)   | Sara Errani Roberta Vinci         | Līga Dekmeijere  | 6-3, 7-5  | Parcours |
| 4  | 27-04-2015 | J&T Banka Prague Open Prague  | Intern'l  | 250 000 $ | Terre (ext.) | Belinda Bencic Kateřina Siniaková | Eva Hrdinová     | 6-2, 6-2  | Parcours |
| 5  | 21-08-2016 | Connecticut Open New Haven    | Premier   | 695 900 $ | Dur (ext.)   | Sania Mirza Monica Niculescu      | Chuang Chia-jung | 7-5, 6-4  | Parcours |
| 6  | 24-02-2020 | Abierto Mexicano Acapulco     | Intern'l  | 251 750 $ | Dur (ext.)   | Desirae Krawczyk Giuliana Olmos   | Sharon Fichman   | 6-3, 7-65 | Parcours |
| 7  | 19-07-2021 | Poland Open Gdynia            | WTA 250   | 235 238 $ | Terre (ext.) | Anna Danilina Lidziya Marozava    | Katarzyna Piter  | 6-3, 6-2  | Parcours |

### Finale en simple en WTA 125
| No | Date       | Nom et lieu du tournoi                 | Catégorie | Dotation  | Surface    | Vainqueure  | Score    |          |
| -- | ---------- | -------------------------------------- | --------- | --------- | ---------- | ----------- | -------- | -------- |
| 1  | 26-02-2018 | Oracle Challenger Series, Indian Wells | WTA 125   | 150 000 $ | Dur (ext.) | Sara Errani | 6-4, 6-2 | Parcours |

## Parcours en Grand Chelem

### En simple dames
| Année | Open d'Australie | Open d'Australie     | Internationaux de France | Internationaux de France | Wimbledon       | Wimbledon           | US Open         | US Open              |
| ----- | ---------------- | -------------------- | ------------------------ | ------------------------ | --------------- | ------------------- | --------------- | -------------------- |
| 2005  | —                | —                    | —                        | —                        | 1er tour (1/64) | Conchita Martínez   | Q2              | Stéphanie Foretz     |
| 2006  | Q3               | Cara Black           | —                        | —                        | 2e tour (1/32)  | Nicole Vaidišová    | Q1              | Valentina Sassi      |
| 2007  | Q1               | Alizé Cornet         | 2e tour (1/32)           | Patty Schnyder           | 1er tour (1/64) | Dinara Safina       | 2e tour (1/32)  | Dinara Safina        |
| 2008  | 1er tour (1/64)  | Aravane Rezaï        | 1er tour (1/64)          | Dinara Safina            | 2e tour (1/32)  | Svetlana Kuznetsova | 1er tour (1/64) | Serena Williams      |
| 2009  | 3e tour (1/16)   | Zheng Jie            | 3e tour (1/16)           | Agnieszka Radwańska      | 2e tour (1/32)  | Venus Williams      | 1/4 de finale   | Yanina Wickmayer     |
| 2010  | 2e tour (1/32)   | Elena Baltacha       | 2e tour (1/32)           | Aleksandra Wozniak       | 1er tour (1/64) | Gréta Arn           | 2e tour (1/32)  | Dominika Cibulková   |
| 2011  | 1er tour (1/64)  | Peng Shuai           | 1er tour (1/64)          | Rebecca Marino           | 3e tour (1/16)  | Nadia Petrova       | 2e tour (1/32)  | Vera Zvonareva       |
| 2012  | 1er tour (1/64)  | Vania King           | 1er tour (1/64)          | Chan Yung-jan            | 2e tour (1/32)  | Ana Ivanović        | 1er tour (1/64) | Jelena Janković      |
|       |                  |                      |                          |                          |                 |                     |                 |                      |
| 2014  | —                | —                    | —                        | —                        | Q1              | Indy de Vroome      | —               | —                    |
| 2015  | Q2               | Laura Siegemund      | Q3                       | Alexa Glatch             | Q2              | Elise Mertens       | 2e tour (1/32)  | Simona Halep         |
| 2016  | 3e tour (1/16)   | Belinda Bencic       | 2e tour (1/32)           | Annika Beck              | 1er tour (1/64) | Coco Vandeweghe     | 3e tour (1/16)  | Anastasija Sevastova |
| 2017  | 1er tour (1/64)  | Caroline Garcia      | 1er tour (1/64)          | Petra Martić             | 1er tour (1/64) | Yanina Wickmayer    | Q2              | Sachia Vickery       |
| 2018  | 3e tour (1/16)   | Magdaléna Rybáriková | 1er tour (1/64)          | Donna Vekić              | 1er tour (1/64) | Lucie Šafářová      | 1er tour (1/64) | Vera Lapko           |
|       |                  |                      |                          |                          |                 |                     |                 |                      |
| 2020  | 1er tour (1/64)  | Arina Rodionova      | —                        | —                        | Annulé          | Annulé              | 2e tour (1/32)  | Petra Martić         |
| 2021  | —                | —                    | Q1                       | Mariam Bolkvadze         | Q2              | Cristina Bucșa      | —               | —                    |
| 2022  | Q2               | Rebecca Marino       | —                        | —                        | —               | —                   | —               | —                    |

N.B. : à droite du résultat se trouve le nom de l'ultime adversaire.

### En double dames
| Année | Open d'Australie           | Open d'Australie      | Internationaux de France    | Internationaux de France | Wimbledon                    | Wimbledon          | US Open                      | US Open              |
| ----- | -------------------------- | --------------------- | --------------------------- | ------------------------ | ---------------------------- | ------------------ | ---------------------------- | -------------------- |
| 2006  | —                          | —                     | —                           | —                        | 1er tour (1/32) Bondarenko   | Huber Navrátilová  | 2e tour (1/16) Bondarenko    | Peschke Schiavone    |
| 2007  | 2e tour (1/16) Bondarenko  | Grönefeld Shaughnessy | 2e tour (1/16) Bondarenko   | Husárová Shaughnessy     | 2e tour (1/16) Bondarenko    | Molik Santangelo   | 2e tour (1/16) Bondarenko    | Chan Chuang Ch-j.    |
| 2008  | Victoire Bondarenko        | Azarenka Peer         | 1/2 finale Bondarenko       | Dellacqua Schiavone      | —                            | —                  | 1/8 de finale Bondarenko     | Raymond Stosur       |
| 2009  | 1er tour (1/32) Bondarenko | Dulko Vinci           | 2e tour (1/16) Bondarenko   | Mattek-Sands Petrova     | 1er tour (1/32) Bondarenko   | Rae South          | 1er tour (1/32) Bondarenko   | Azarenka Zvonareva   |
| 2010  | 1er tour (1/32) Bondarenko | Dulko Pennetta        | 1/4 de finale Bondarenko    | Peschke Srebotnik        | 1er tour (1/32) Bondarenko   | Niculescu Peer     | 2e tour (1/16) Bondarenko    | Huber Petrova        |
| 2011  | 1er tour (1/32) Safina     | Benešová Strýcová     | 1er tour (1/32) Bondarenko  | Huber Raymond            | —                            | —                  | 2e tour (1/16) Bondarenko    | Peschke Srebotnik    |
| 2012  | 1er tour (1/32) Dokić      | Klepač Rosolska       | 2e tour (1/16) Amanmuradova | Kirilenko Petrova        | 1er tour (1/32) Amanmuradova | Barrois Diatchenko | 1er tour (1/32) Pironkova    | Jurak Marosi         |
|       |                            |                       |                             |                          |                              |                    |                              |                      |
| 2015  | —                          | —                     | —                           | —                        | —                            | —                  | 1er tour (1/32) Rodionova    | Govortsova Tsurenko  |
| 2016  | 2e tour (1/16) Savchuk     | Chan                  | 1er tour (1/32) Savchuk     | Chan                     | 1er tour (1/32) Savchuk      | Cornet Knoll       | 1er tour (1/32) Chuang Ch-j. | Broady Rogers        |
| 2017  | 1er tour (1/32) Ostapenko  | Golubic Plíšková      | 1er tour (1/32) Tsurenko    | Golubic Plíšková         | 2e tour (1/16) Krunić        | Bellis Vondroušová | 1er tour (1/32) Liang        | Hibino Rosolska      |
| 2018  | 2e tour (1/16) Krunić      | Golubic Stojanović    | 2e tour (1/16) Krunić       | Brady King               | 1er tour (1/32) Krunić       | Dart Dunne         | 1er tour (1/32) Krunić       | Krejčíková Siniaková |
|       |                            |                       |                             |                          |                              |                    |                              |                      |
| 2020  | 1er tour (1/32) Krunić     | Jurak Stojanović      | 1er tour (1/32) Fichman     | Flipkens Pavlyuchenkova  | Annulé                       | Annulé             | —                            | —                    |
| 2021  | 2e tour (1/16) Kichenok    | Siegemund Zvonareva   | —                           | —                        | —                            | —                  | 1er tour (1/32) Raina        | Jurak Klepač         |

N.B. : le nom de la partenaire se trouve sous le résultat ; le nom des ultimes adversaires se trouve à droite.

### En double mixte
| Année | Open d'Australie     | Open d'Australie | Internationaux de France | Internationaux de France | Wimbledon               | Wimbledon         | US Open            | US Open      |
| ----- | -------------------- | ---------------- | ------------------------ | ------------------------ | ----------------------- | ----------------- | ------------------ | ------------ |
| 2007  | —                    | —                | —                        | —                        | 1/4 de finale Kerr      | Molik Björkman    | —                  | —            |
| 2008  | —                    | —                | 1/4 de finale Kerr       | Srebotnik Zimonjić       | 2e tour (1/16) Kerr     | Stosur Bryan      | 1er tour (1/16) Sá | Huber Murray |
| 2009  | 1er tour (1/16) Kerr | Gajdošová Groth  | —                        | —                        | 1er tour (1/32) Parrott | Baltacha Auckland | —                  | —            |
| 2010  | —                    | —                | —                        | —                        | 2e tour (1/16) Kerr     | Rosolska Zelenay  | —                  | —            |

N.B. : le nom du partenaire se trouve sous le résultat ; le nom des ultimes adversaires se trouve à droite.

## Parcours en «Premier Mandatory» et «Premier 5»
Découlant d'une réforme du circuit WTA inaugurée en 2009, les tournois WTA « Premier Mandatory » et « Premier 5 » constituent les catégories d'épreuves les plus prestigieuses, après les quatre levées du Grand Chelem.

### En simple dames
| Année |              | Premier Mandatory         | Premier Mandatory               | Premier Mandatory | Premier Mandatory             |       | Premier 5 | Premier 5                   | Premier 5                 | Premier 5                    | Premier 5                     | Premier 5 | Premier 5                        |
| Année | Indian Wells | Miami                     | Madrid                          | Pékin             |                               | Dubaï | Rome      | Canada                      | Cincinnati                |                              | Tokyo                         |           |                                  |
| Année | Indian Wells | Miami                     | Madrid                          | Pékin             |                               | Doha  | Rome      | Canada                      | Cincinnati                |                              | Wuhan                         |           |                                  |
| Année | Indian Wells | Miami                     | Madrid                          | Pékin             |                               |       | Rome      | Canada                      | Cincinnati                |                              |                               |           |                                  |
| 2009  |              | 1er tour (1/64) S. Peer   | 1er tour (1/64) M. Kirilenko    |                   | 2e tour (1/16) F. Pennetta    |       |           | 1er tour (1/32) V. Razzano  | 3e tour (1/8) J. Janković | 3e tour (1/8) A. Radwańska   | 2e tour (1/16) S. Williams    |           | 3e tour (1/8) Li N.              |
| 2010  |              |                           |                                 |                   | 1er tour (1/32) B. Jovanovski |       |           | 2e tour (1/16) V. Azarenka  |                           | 1er tour (1/32) V. Azarenka  | 1er tour (1/32) M. Kirilenko  |           | 2e tour (1/16) A. Pavlyuchenkova |
| 2012  |              |                           | 2e tour (1/32) D. Hantuchová    |                   |                               |       |           | 3e tour (1/8) M. Niculescu  |                           |                              |                               |           |                                  |
| 2015  |              |                           |                                 |                   | 2e tour (1/16) M. Keys        |       |           |                             |                           |                              | 1er tour (1/32) E. Bouchard   |           |                                  |
| 2016  |              | 4e tour (1/8) S. Williams | 1er tour (1/64) D. Kasatkina    |                   |                               |       |           | 2e tour (1/16) A. Radwańska |                           | 1er tour (1/32) Ka. Plíšková | 1er tour (1/32) K. Mladenovic |           |                                  |
| 2017  |              | 1er tour (1/64) Wang Q.   | 2e tour (1/32) M. Lučić         |                   |                               |       |           | 3e tour (1/8) C. Wozniacki  |                           |                              |                               |           |                                  |
| 2018  |              |                           | 1er tour (1/64) A. Van Uytvanck |                   |                               |       |           | 1er tour (1/32) C. Suárez   |                           |                              |                               |           |                                  |

Sous le résultat, l’ultime adversaire.

## Parcours aux Jeux olympiques

### En simple dames
| # | Date       | Nom de l'olympiade             | Surface      | Résultat        | Ultime adversaire | Score         |          |
| - | ---------- | ------------------------------ | ------------ | --------------- | ----------------- | ------------- | -------- |
| 1 | 11/08/2008 | Olympic Tennis Event Pékin     | Dur (ext.)   | 1er tour (1/32) | Elena Dementieva  | 6-1, 6-4      | Parcours |
| 2 | 28/07/2012 | Olympic Tennis Event Wimbledon | Gazon (ext.) | 1er tour (1/32) | Petra Kvitová     | 6-4, 5-7, 6-4 | Parcours |

### En double dames
| # | Date       | Nom de l'olympiade         | Surface    | Résultat                 | Partenaire       | Ultimes adversaires | Score    |          |
| - | ---------- | -------------------------- | ---------- | ------------------------ | ---------------- | ------------------- | -------- | -------- |
| 1 | 11/08/2008 | Olympic Tennis Event Pékin | Dur (ext.) | 4e place (petite finale) | Alona Bondarenko | Yan Zi · Zheng Jie  | 6-2, 6-2 | Parcours |

## Parcours en Fed Cup
| #                                                                | Date       | Lieu        | Surface      | Gagnante(s)                            | Perdante(s)                     | Score          |          |
| ---------------------------------------------------------------- | ---------- | ----------- | ------------ | -------------------------------------- | ------------------------------- | -------------- | -------- |
|                                                                  |            |             |              |                                        |                                 |                |          |
| 2007 - Barrage (groupe mondial II) - Australie - Ukraine - 1 : 4 |            |             |              |                                        |                                 |                |          |
| 1                                                                | 14/07/2007 | Ashmore     | Dur (ext.)   | Kateryna Bondarenko                    | Nicole Pratt                    | 6-0, 6-1       | Parcours |
| 1                                                                | 14/07/2007 | Ashmore     | Dur (ext.)   | Yuliya Beygelzimer Kateryna Bondarenko | Alicia Molik Rennae Stubbs      | 2-6, 6-3, 6-3  | Parcours |
|                                                                  |            |             |              |                                        |                                 |                |          |
| 2008 - 1er tour (groupe mondial II) - Ukraine - Belgique - 3 : 2 |            |             |              |                                        |                                 |                |          |
| 2                                                                | 02/02/2008 | Kharkiv     | Terre (int.) | Yanina Wickmayer                       | Kateryna Bondarenko             | 7-65, 6-1      | Parcours |
| 2                                                                | 02/02/2008 | Kharkiv     | Terre (int.) | Kateryna Bondarenko                    | Tamaryn Hendler                 | 4-6, 6-4, 6-1  | Parcours |
| 2                                                                | 02/02/2008 | Kharkiv     | Terre (int.) | Alona Bondarenko Kateryna Bondarenko   | Caroline Maes Yanina Wickmayer  | 6-2, 6-3       | Parcours |
|                                                                  |            |             |              |                                        |                                 |                |          |
| 2008 - Barrage (groupe mondial I) - Italie - Ukraine - 3 : 2     |            |             |              |                                        |                                 |                |          |
| 3                                                                | 26/04/2008 | Olbia       | Terre (ext.) | Sara Errani                            | Kateryna Bondarenko             | 6-3, 6-2       | Parcours |
|                                                                  |            |             |              |                                        |                                 |                |          |
| 2009 - 1er tour (groupe mondial II) - Ukraine - Israël - 3 : 2   |            |             |              |                                        |                                 |                |          |
| 4                                                                | 07/02/2009 | Kharkiv     | Dur (int.)   | Shahar Peer                            | Kateryna Bondarenko             | 6-3, 6-76, 6-3 | Parcours |
| 4                                                                | 07/02/2009 | Kharkiv     | Dur (int.)   | Kateryna Bondarenko                    | Tzipora Obziler                 | 6-1, 4-6, 6-0  | Parcours |
| 4                                                                | 07/02/2009 | Kharkiv     | Dur (int.)   | Alona Bondarenko Kateryna Bondarenko   | Tzipora Obziler Shahar Peer     | 6-3, 6-2       | Parcours |
|                                                                  |            |             |              |                                        |                                 |                |          |
| 2010 - 1/4 de finale (groupe mondial) - Ukraine - Italie - 1 : 4 |            |             |              |                                        |                                 |                |          |
| 5                                                                | 06/02/2010 | Kharkiv     | Dur (int.)   | Flavia Pennetta                        | Kateryna Bondarenko             | 7-5, 6-3       | Parcours |
| 5                                                                | 06/02/2010 | Kharkiv     | Dur (int.)   | Francesca Schiavone                    | Kateryna Bondarenko             | 2-6, 6-1, 6-1  | Parcours |
|                                                                  |            |             |              |                                        |                                 |                |          |
| 2011 - 1er tour (groupe mondial II) - Suède - Ukraine - 2 : 3    |            |             |              |                                        |                                 |                |          |
| 6                                                                | 05/02/2011 | Helsingborg | Dur (int.)   | Kateryna Bondarenko                    | Johanna Larsson                 | 7-62, 7-65     | Parcours |
| 6                                                                | 05/02/2011 | Helsingborg | Dur (int.)   | Kateryna Bondarenko                    | Sofia Arvidsson                 | 7-63, 6-4      | Parcours |
| 6                                                                | 05/02/2011 | Helsingborg | Dur (int.)   | Kateryna Bondarenko Olga Savchuk       | Sofia Arvidsson Johanna Larsson | 7-5, 6-2       | Parcours |
|                                                                  |            |             |              |                                        |                                 |                |          |
| 2012 - 1er tour (groupe mondial) - Italie - Ukraine - 3 : 2      |            |             |              |                                        |                                 |                |          |
| 7                                                                | 04/02/2012 | Biella      | Terre (int.) | Sara Errani                            | Kateryna Bondarenko             | 6-2, 6-3       | Parcours |
| 7                                                                | 04/02/2012 | Biella      | Terre (int.) | Francesca Schiavone                    | Kateryna Bondarenko             | 6-76, 7-5, 6-4 | Parcours |
|                                                                  |            |             |              |                                        |                                 |                |          |
| 2016 - Barrage (groupe mondial II) - Ukraine - Argentine - 4 : 0 |            |             |              |                                        |                                 |                |          |
| 8                                                                | 16/04/2016 | Kiev        | Dur (ext.)   | Kateryna Bondarenko                    | María Irigoyen                  | 6-1, 6-1       | Parcours |
| 8                                                                | 16/04/2016 | Kiev        | Dur (ext.)   | Kateryna Bondarenko                    | Nadia Podoroska                 | Non joué       | Parcours |
| 8                                                                | 16/04/2016 | Kiev        | Dur (ext.)   | Kateryna Bondarenko Olga Savchuk       | M. Carle G. Perez rojas         | 6-1, 6-3       | Parcours |

## Classements WTA en fin de saison
| Année          | 2001 | 2002 | 2003 | 2004 | 2005 | 2006 | 2007 | 2008 | 2009 | 2010 | 2011 | 2012 |  | 2014 | 2015 | 2016 | 2017 | 2018 | 2019 | 2020 | 2021 | 2022 | 2023 | 2024 |
| Rang en simple | 867  | 813  | 354  | 333  | 125  | 118  | 44   | 63   | 32   | 113  | 81   | 132  |  | 204  | 88   | 70   | 93   | 132  | –    | 284  | 205  | 312  | 278  | 492  |
| Rang en double | 520  | 873  | 566  | 264  | 128  | 64   | 51   | 10   | 41   | 105  | 159  | 150  |  | 162  | 74   | 55   | 87   | 81   | 1129 | 117  | 89   | 172  | 229  | 601  |

Source : (en) Classements de Kateryna Bondarenko sur le site officiel de la Fédération internationale de tennis